# Palazzo dei Normanni
Het Palazzo dei Normanni (Paleis van de Normandiërs), ook bekend als Palazzo Reale (Koninklijk Paleis), is een paleis in de Siciliaanse hoofdstad Palermo. Het Palazzo dei Normanni en de Capella Palatina zijn sinds 2015 onderdeel van de werelderfgoedlijst-inschrijving Arabisch-Normandisch Palermo en de kathedralen van Cefalù en Monreale.

## Geschiedenis
Het paleis werd in de 9e eeuw gebouwd in opdracht van de Emir van Sicilië.
Nadat de Normandiërs de stad in de 11e eeuw veroverden, bouwde Rogier I het paleis om tot zetel van de Normandische koningen van Sicilië, vandaar de naam Palazzo dei Normanni.
Na het einde van de politieke onafhankelijkheid van Sicilië raakte het paleis in verval, omdat de onderkoningen van Sicilië tot de zestiende eeuw in het Palazzo Chiaramonte verbleven. Later verhuisden zij echter toch naar het Palazzo dei Normanni. Het inmiddels bouwvallige paleis werd toen opnieuw hersteld en verder verbouwd naar de smaak van de toenmalige tijd. Dientengevolge werden drie van de vier Normandische torens van het paleis gesloopt en de oostelijke vleugel kreeg een nieuwe gevel en een renaissancistische binnenplaats.
Na de Italiaanse eenwording kwam het paleis in privébezit en werd gebruikt als opslagplaats, totdat de regering het gebouw in 1921 aanschafte. Sinds 1946 is het de zetel van het Siciliaanse regionale parlement.

## Exterieur
Aan de noordzijde van het Palazzo dei Normanni staat de Porta Nuova, de belangrijkste stadspoort van Palermo. De hoofdgevel aan de oostzijde staat aan het Piazza del Parlamento, dat grenst aan het Piazza della Vittoria. Op sommige plaatsen is de oude gevel uit de Normandische tijd nog zichtbaar. Deze gevel is versierd met blinde spitsbogen en is een typerend voorbeeld voor de Arabisch-Normandische architectuur. Aan het Piazza del Parlamento staat de Torre Pisana, de laatst overgebleven toren uit de Normandische periode. Aan deze toren grenst de renaissancegevel met de officiële hoofdingang. De bezoekersingang is aan de westzijde van het paleis.

## Interieur
Zowel de hoofdingang als de bezoekersingang komt uit op de binnenplaats met renaissance arcades. Aan de noordzijde van deze binnenplaats is de toegang tot de Capella Palatina, een 12e-eeuwse hofkapel. Deze kapel werd in 1143 ingewijd. De kapel is versierd met mozaïeken waarop taferelen uit het leven van Jezus Christus en de apostel Paulus en uit het Oude Testament worden uitgebeeld.
Het deel van het paleis dat door het Siciliaanse regionale parlement en de Siciliaanse regering wordt gebruikt is voor het publiek alleen met een gids toegankelijk. De vergaderzaal van het Siciliaanse parlement is de Sala di Ercole (Herculeszaal) die gebouwd is aan het einde van de 16e eeuw. De zaal werd in 1799 beschilderd met fresco's met de twaalf werken van Hercules door Giuseppe Velasquez.
Uit de Normandische tijd bestaan nog steeds de Sala dei Venti (Zaal van de Winden) en de Stanza di Ruggero (Kamer van Rogier). De Zaal van de Winden is een vierkante ruimte, waarvan het plafond wordt ondersteund door kolommen en spitsbogen. Oorspronkelijk was het een open atrium. In alle vier muren bevindt zich een deur, waarvan één leidt naar de kamer van Rogier. Het interieur is uitgevoerd onder koning Willem I in 1160. De muren zijn bedekt met marmeren en gouden mozaïeken, zoals in de kerken uit die periode, de Capella Palatina en de Kathedraal van Monreale. De mozaïeken beelden bomen en dieren uit die symmetrisch ten opzichte van elkaar zijn aangebracht. De kamer heeft een gewelfd plafond dat eveneens is bedekt met mozaïeken.

## Afbeeldingen

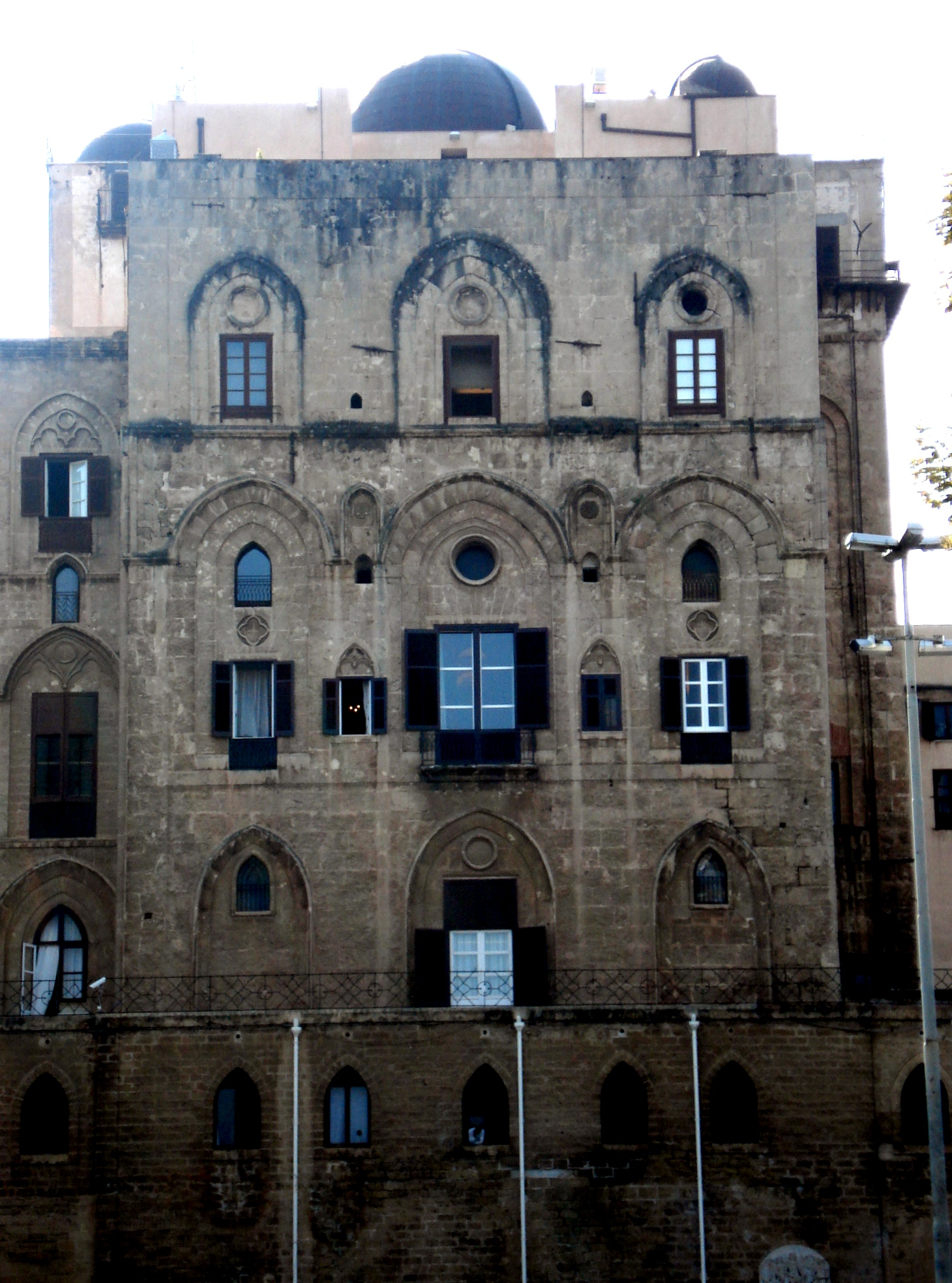
Torre Pisana
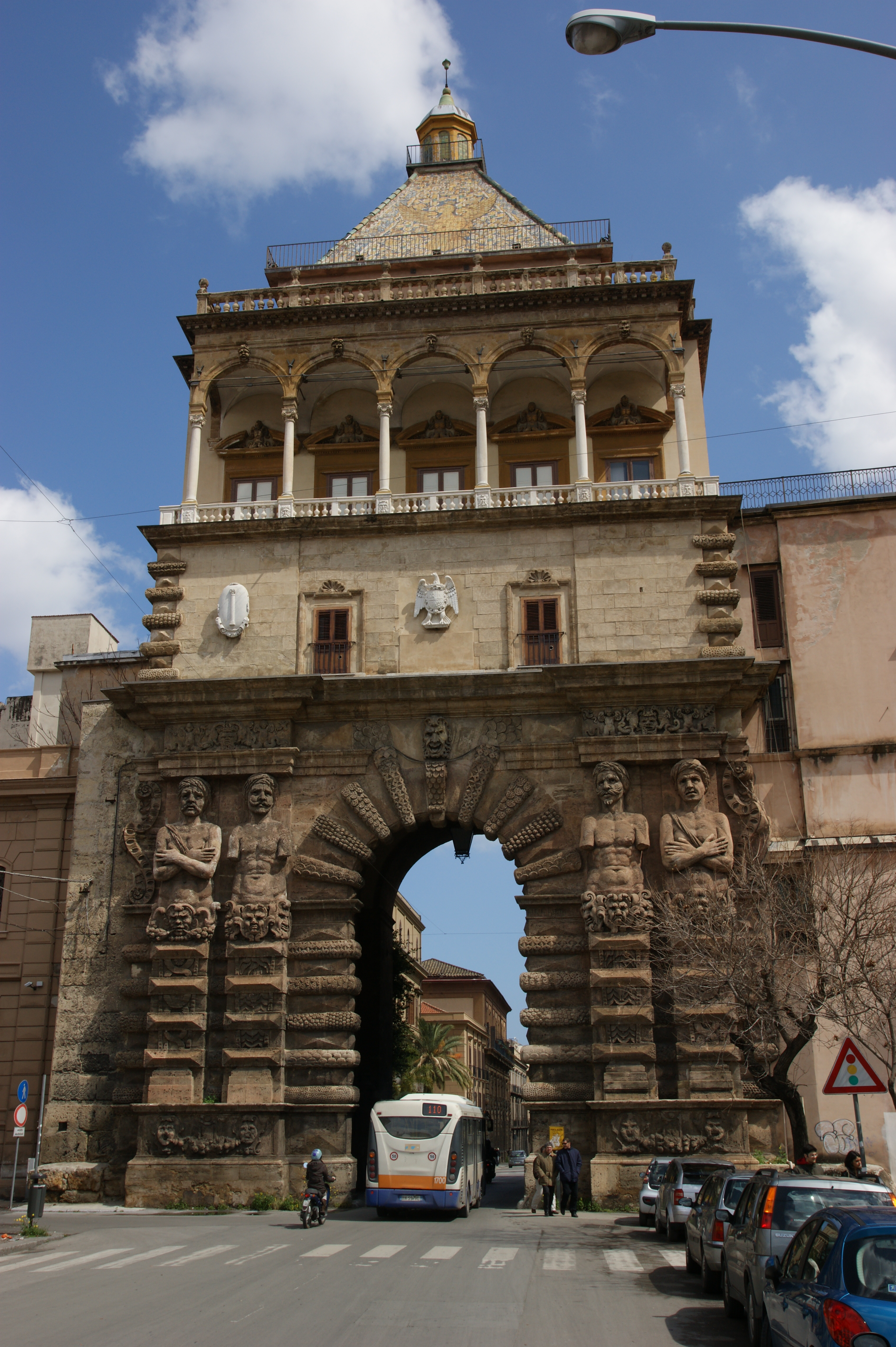
Porta Nuova
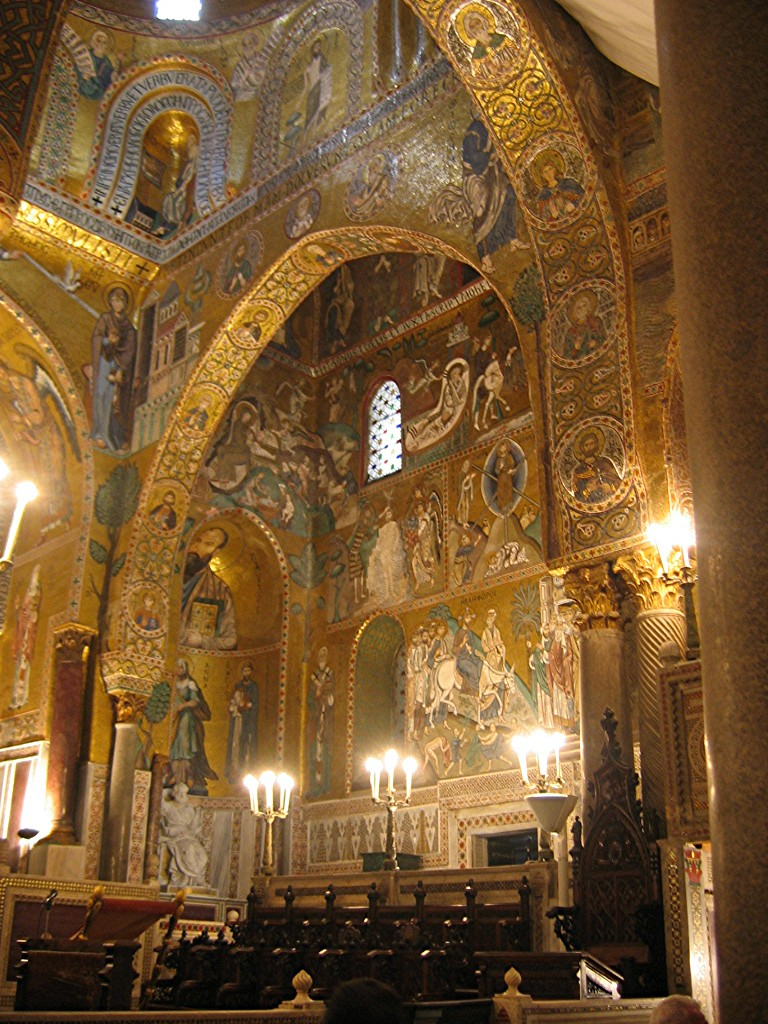
Capella Palatina
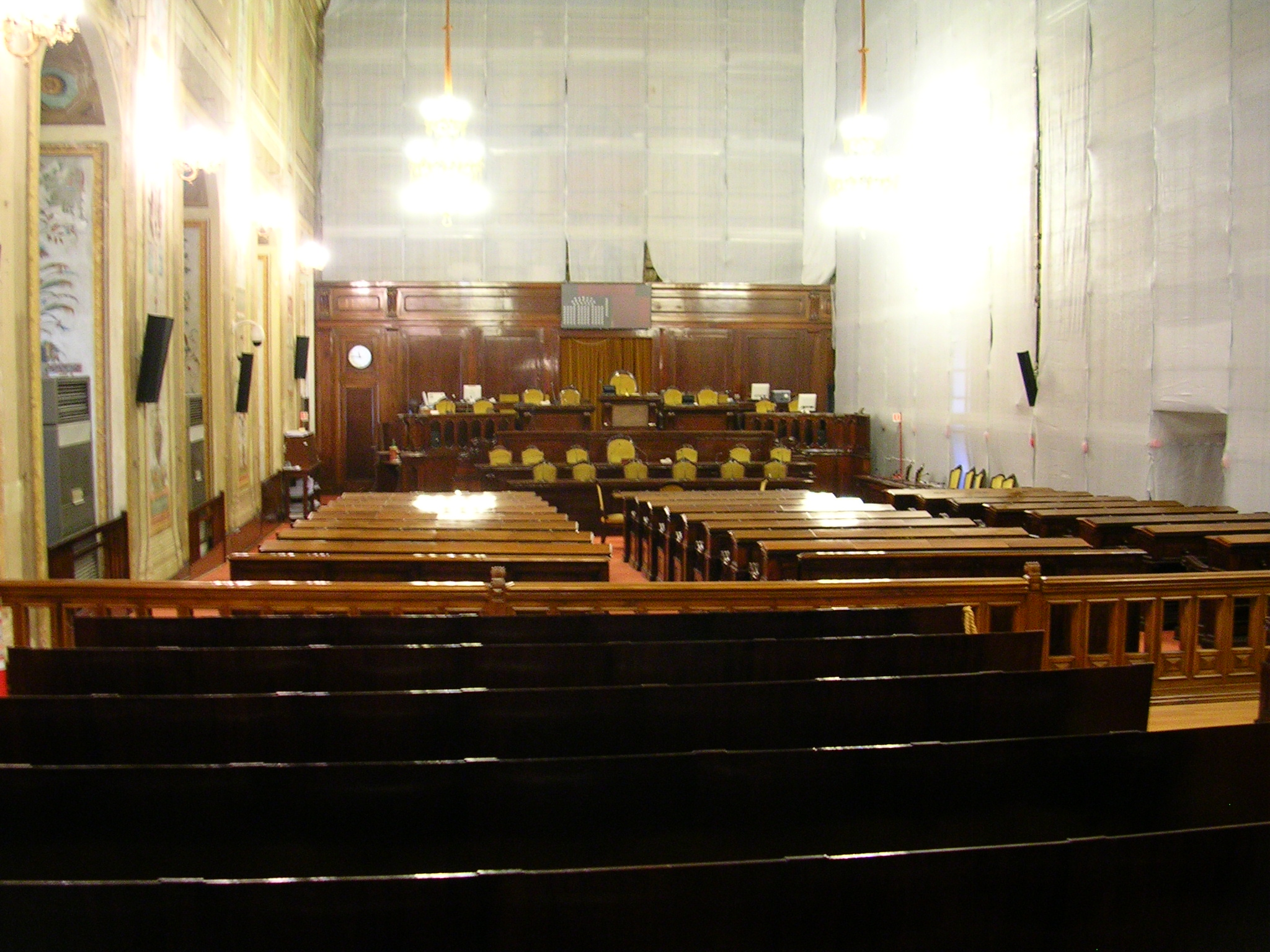
Vergaderzaal van het Siciliaanse parlement

Rotstekeningen van Valcamonica · Kerk en dominicanenklooster van Santa Maria delle Grazie met "Het Laatste Avondmaal" van Leonardo da Vinci · Historisch centrum van Rome, de bezittingen van de Heilige Stoel in die stad met speciale territoriale rechten en Sint-Paulus buiten de Muren · Historisch centrum van Florence · Venetië met zijn lagune · Domplein van Pisa · Historisch centrum van San Gimignano · Sassi en het park met de rotskerken van Matera · Vicenza en de Palladiaanse villa's in Veneto · Historisch centrum van Siena · Historisch centrum van Napels · Crespi d'Adda · Ferrara, stad van de renaissance in de Po-delta · Castel del Monte · Trulli van Alberobello · Vroeg-christelijke monumenten van Ravenna · Historisch centrum van Pienza · 18e-eeuws Koninklijk Paleis van Caserta met park, aquaduct van Vanvitelli en San Leuciocomplex · Residenties van het Koninklijk Huis van Savoye · Botanische tuin in Padua · Porto Venere, Cinque Terre en de eilanden Palmaria, Tino en Tinetto ·  Kathedraal, Torre Civica en Piazza Grande, Modena · Archeologisch Pompeï, Herculaneum en Torre Annunziata · Amalfitaanse kust · Archeologisch Agrigento · Villa Romana del Casale · Nuraghe Su Nuraxi bij Barumini · Nationaal park Cilento, Vallo di Diano e Alburni met archeologisch Paestum en Velia en Kartuizerklooster San Lorenzo · Historisch centrum van Urbino · Archeologische opgravingen en Patriarchale Basiliek van Aquileia · Villa Adriana, Tivoli · Eolische Eilanden · Assisi, Sint-Franciscusbasiliek en andere franciscaanse locaties · Verona · Villa d'Este, Tivoli · Laatbarokke steden in het Val di Noto (Zuidoost-Sicilië) · Heilige bergen · Monte San Giorgio · Etruskische begraafplaatsen van Cerveteri en Tarquinia · Val d'Orcia · Syracuse en de rotsnecropolis van Pantalica · Genua: Le Strade Nuove en het systeem van de Palazzi dei Rolli · Oude en voorhistorische beukenbossen van de Karpaten en andere regio's van Europa · Mantua en Sabbioneta · Rhätische Bahn in het Albula/Bernina-landschap · Dolomieten · Longobarden in Italië. Plaatsen van macht (568-774 na Christus) · Prehistorische paalwoningen in de Alpen · Etna · Villa's en tuinen van de Medici in Toscane · Wijngaardlandschap van Piëmont: Langhe-Roero en Monferrato · Arabisch-Normandisch Palermo en de kathedralen van Cefalù en Monreale · Venetiaanse verdedigingswerken van de 15e tot 17e eeuw: Stato da Terra - westelijke Stato da Mar · Ivrea, industriestad van de 20e eeuw · De prosecco-heuvels van Conegliano en Valdobbiadene · Historische kuuroorden van Europa (Montecatini Terme) · Padua's 14e-eeuwse frescocycli · De portieken van Bologna · Via Appia. Regina viarum